# Valerie McClain-Ward
Valerie McClain-Ward (Berkeley, 14 de febrero de 1956) es una deportista estadounidense que compitió en remo como timonel. Ganó tres medallas de plata en el Campeonato Mundial de Remo entre los años 1981 y 1983.

## Palmarés internacional
| Campeonato Mundial | Campeonato Mundial | Campeonato Mundial | Campeonato Mundial |
| Año                | Lugar              | Medalla            | Prueba             |
| ------------------ | ------------------ | ------------------ | ------------------ |
| 1981               | Múnich (RFA)       | Medalla de plata   | Ocho con timonel   |
| 1982               | Lucerna (Suiza)    | Medalla de plata   | Cuatro con timonel |
| 1983               | Duisburgo (RFA)    | Medalla de plata   | Ocho con timonel   |